# Hubert Rüther

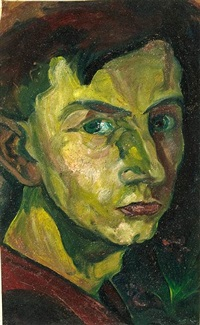
Hubert Rüther Selbstporträt (1916)

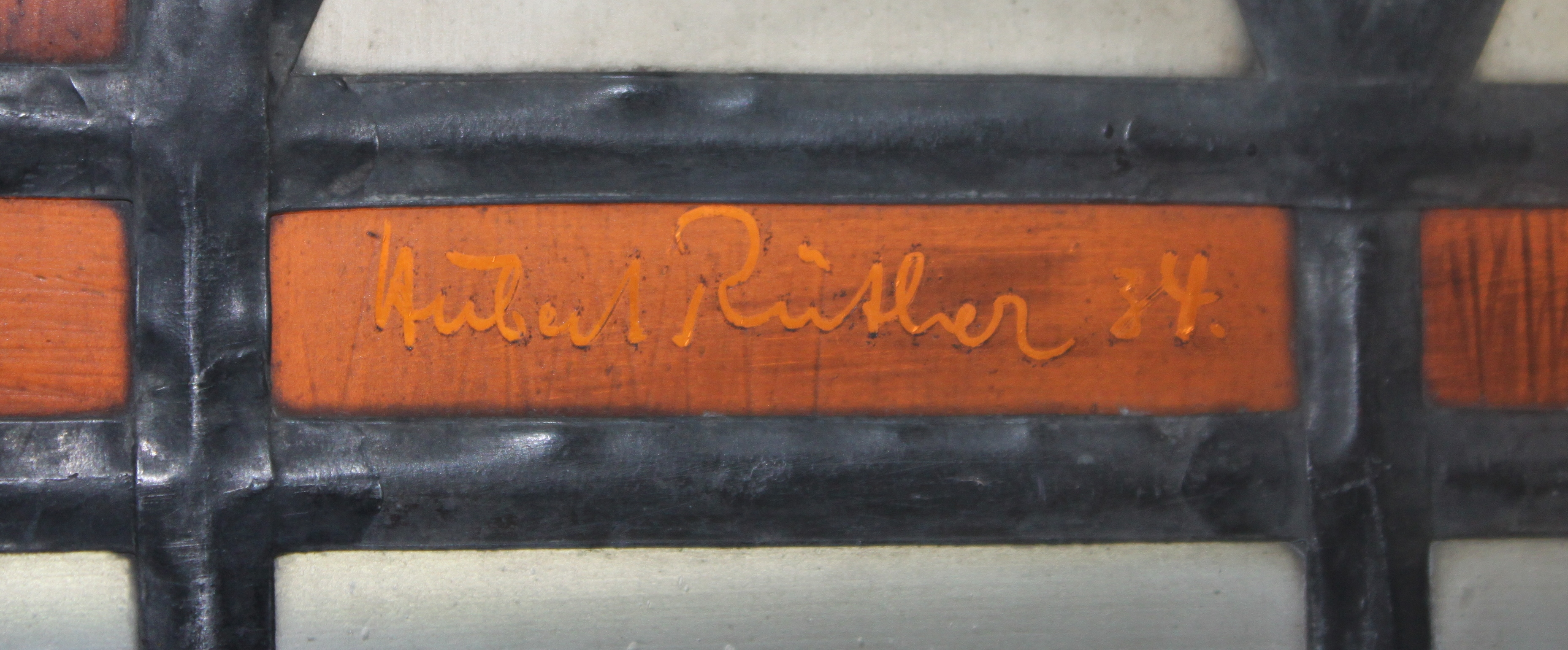
Signatur Rüthers auf einem der Wittichenauer Fenster

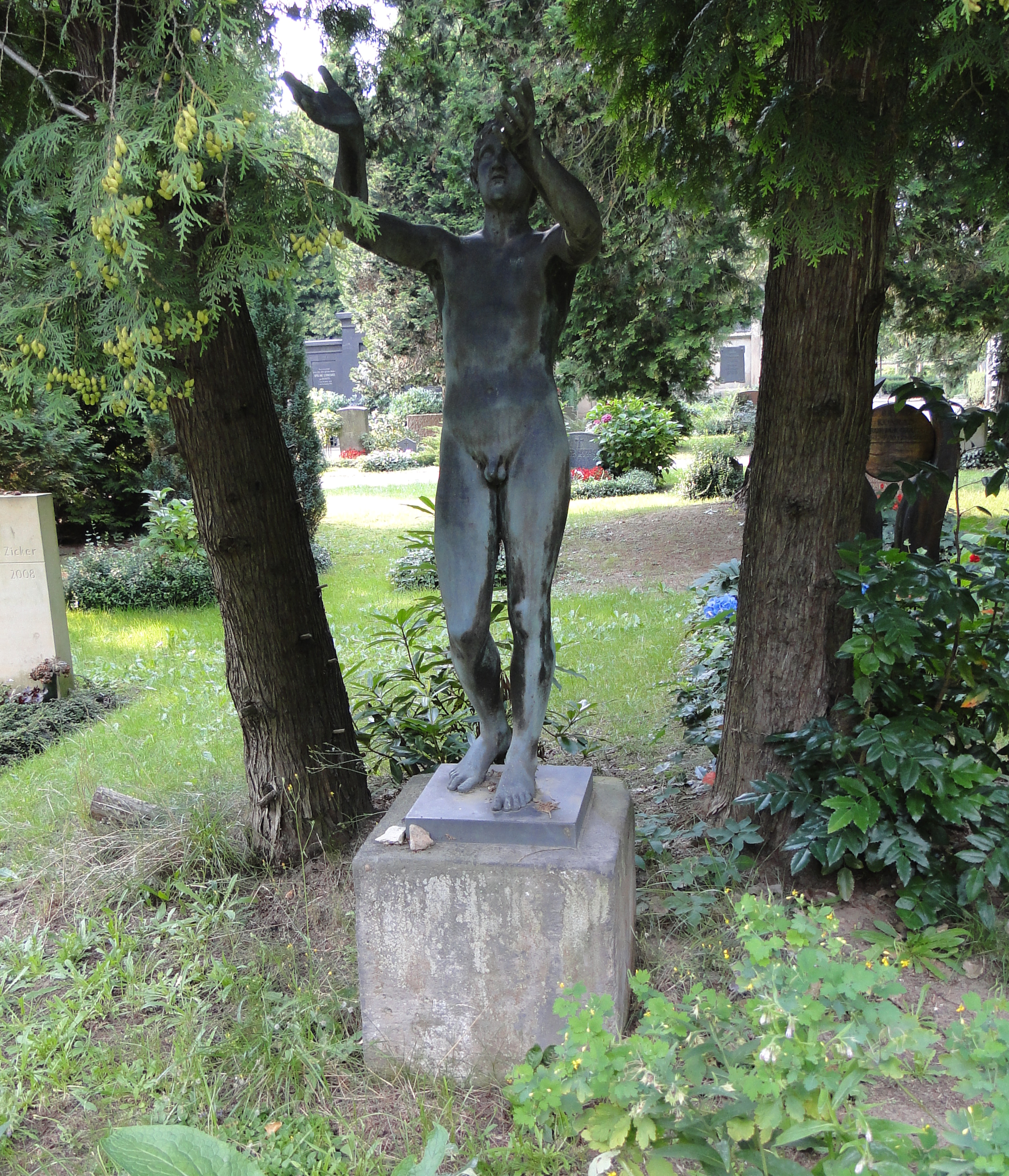
Grab von Hubert Rüther auf dem Loschwitzer Friedhof

Hubert Rüther (* 11. April 1886 in Dresden; † 16. September 1945 ebenda) war ein deutscher Grafiker und Maler.

## Leben
Hubert Rüther begann 1900 eine Lehre als Dekorationsmaler und besuchte ab 1904 die königliche Zeichenschule in Dresden. Es folgten weitere Ausbildungsjahre an der Kunstgewerbeschule Dresden. Ab 1911 absolvierte er ein Studium an der Akademie der Bildenden Künste Dresden und war dort unter anderem Schüler bei Oskar Zwintscher und 1914 Meisterschüler bei Gotthardt Kuehl. Rüther meldete sich freiwillig für den Dienst als Krankenpfleger im Ersten Weltkrieg und erlitt eine schwere Kopfverletzung.
1916 war er in der Dresdner Galerie Ernst Arnold auf der „Zweiten Ausstellung Dresdner Künstler die im Heeresdienst stehen“ und 1917 mit „straffen farbigen Bildern“ auf der Herbstausstellung der Dresdner Künstlervereinigung vertreten.
Nach dem Krieg setzte er 1919 seine künstlerische Arbeit fort und arbeitete im Meisteratelier bei Otto Gussmann.
Im Jahr 1921 heiratete der Katholik Rüther die Jüdin Irena Rabinowicz, die damals als erste Frau an der Dresdner Kunsthochschule immatrikuliert worden war. Vermittelt durch den Dresdner Architekten Robert Witte, wurde er mit der Neugestaltung der Glasgemälde der katholischen Pfarrkirche von Wittichenau beauftragt. Noch während der Arbeiten für die Fenster in Wittichenau, die Rüther in der Firma Beier und Walther in Dresden ausführte, begannen die Repressalien gegen Rüther und seine Frau. 
Nach der Machtergreifung konnte Rüther sich lediglich 1933 in Dresden an der Gemeinsamen Ausstellung 3 Künstlergruppen. Künstlervereinigung, Deutscher Künstlerverband, Dresdner Sezession beteiligen. Seine Kunst und die seiner Frau galt den Nationalsozialisten als entartet. Irena Rüther-Rabinowicz wurde verhaftet und zur Zwangsarbeit verpflichtet. Weil Rüther sich weigerte, die sogenannte Mischehe mit einer Jüdin aufzulösen, wurde auch er drangsaliert und mit Berufsverbot belegt. Im Jahr 1944 wurde auch Rüther zur Zwangsarbeit verpflichtet, um seine Hände für weiteres künstlerisches Schaffen unbrauchbar zu machen. 
Rüther ist letztmalig 1942 im Dresdner Adressbuch als „Jos. Ant. Hubert Rüther, akad. Maler“ in der Kügelgenstraße 2 vermerkt, nachdem er vorher in der Lüttichaustraße (heute Hans-Dankner-Straße) 24 gewohnt hatte.
Auch vor dem Hintergrund der jahrelangen Repressalien beging Rüther, der an einem Nervenleiden litt, am 16. September 1945 Selbsttötung. Er wurde auf dem Loschwitzer Friedhof beigesetzt.

## Darstellung Rüthers in der bildenden Kunst
- Irena Rüther-Rabinowicz: Porträt Hubert Rüther[3]

## Werke (Auswahl)
- Nächtliche Alp (1927, Öl auf Leinwand, 75,5 × 90 cm; Galerie Neue Meister Dresden)[4]
- Paris, Montmartre (1935, Öl auf Leinwand, 60 × 80 cm; Galerie Neue Meister Dresden)[5]

- Marseille, Fort St. Jean (1946 auf der Kunstausstellung Sächsische Künstler)[6]

## Postume Ausstellungen
- 1946 Dresden, „Kunstausstellung Sächsische Künstler“ (zehn Werke Rüthers im Raum „Opfer des Faschismus“).[7]

- 1987 Freital, Haus der Heimat (Gedächtnisausstellung)
- 2024 Freital, Schloss Burgk ("Auferstehung – der Künstler Hubert Rüther")